# Точка Лемуана
Точка Лемуа́на трикутника — точка перетину його симедіан (чевіан, симетричних до медіан відносно відповідних бісектрис).
Точку названо на честь французького математика Еміля Лемуана (1840-1912), який вперше присвятив їй ряд досліджень.
Точку Лемуана також можна отримати як точку перетину трьох відрізків, які з'єднують середину кожної сторони з серединою відповідної їй висоти.
Також точка Лемуана є точкою перетину прямих, що з'єднують кожну вершину трикутника з точками перетину дотичних до описаного кола, проведених з двох інших вершин.

## Паралелі Лемуана
Нехай є трикутник ABC з точкою Лемуана K. Відрізки прямих, що проходять через K паралельно до сторін трикутника, називаються паралелями Лемуана. Шість точок перетину цих відрізків та сторін трикутника лежать на одному колі, яке називається першим колом Лемуана.

## Властивості
- Сума квадратів відстаней від точки на площині до сторін трикутника мінімальна, коли ця точка є точкою Лемуана.
- Відстані від точки Лемуана до сторін трикутника пропорційні довжинам сторін.
- Точка Лемуана є точкою перетину медіан трикутника, утвореного проєкціями точки Лемуана на сторони. Більше того, така точка є єдиною.
- Точка Лемуана є точкою Жергонна трикутника, утвореного дотичними до описаного кола в вершинах трикутника.
- Коло, побудоване на відрізку {\displaystyle OK} ({\displaystyle O} — центр описаного кола) як на діаметрі, містить точки Брокара. Це коло називається колом Брокара.
- Пряма {\displaystyle OK} називається віссю Брокара. Вона містить точки Аполлонія та ізогонально спряжена до гіперболи Кіперта.
- Якщо симедіани продовжити до повторного перетину з описаним колом трикутника в точках {\displaystyle \scriptstyle A_{1},B_{1},C_{1}}, то точка K залишиться точкою Лемуана для трикутника {\displaystyle \scriptstyle A_{1}B_{1}C_{1}}.